# Vendetta privata (album)
Vendetta privata è il terzo album in studio del rapper italiano Metal Carter, pubblicato a giugno 2008 dalla Joint Monsters Farm.

## Il disco
Si tratta probabilmente dell’album che ha venduto di più nella carriera del rapper. Il disco non abbandona le tematiche oscure e perverse che caratterizzano la musica di Metal Carter ma, a differenza dell’album precedente, tralascia la parte introspettiva e autobiografica. I testi restano comunque fortemente macabri e brutali. Le produzioni sono affidate a Giordy Beat, Syne, C.U.N.S., Alien Dee, DJ Kimo affiancato dallo stesso Metal Carter, Meme e Santo Trafficante. I featuring presenti in Vendetta Privata sono quattro: Noyz Narcos, Gel e Cole nella traccia 8 e Santo Trafficante nella traccia 14. Sono stati realizzati infine i videoclip dei brani “Il suono del male” e “Visioni morbose”, presenti sul canale YouTube del rapper.

## Tracce
1. Muori per me
2. Il suono del male
3. Falso
4. Pagliaccio di ghiaccio pt. 2
5. Giorni di sofferenza
6. Non ho fatto niente - (Skit)
7. Oltre la verità
8. Trucedelirium - (feat. Noyz Narcos, Gel e Cole)
9. Riflesso
10. Certe carezze
11. C'è un topo che mi fissa - (Skit)
12. Attitudine
13. Visioni morbose
14. Da Primavalle al Torrino pt. 2 - (feat. Santo Trafficante)
15. Per quelli come te
16. Ce lo sai
17. P.D.G. Ego